# Решетников, Михаил Михайлович (писатель)
Михаи́л Миха́йлович Реше́тников (31 августа [13 сентября] 1903, Вятка — 17 сентября 1990, Киров) — советский писатель, поэт, переводчик, журналист. В 1938 году был репрессирован, проходил по делу «Литературной группы». Реабилитирован 14 сентября 1957 года.

## Биография
Михаил Михайлович Решетников родился 31 августа (13 сентября) 1903 года в Вятке. Отец будущего писателя, Михаил Николаевич, закончил Санкт-Петербургскую духовную академию, но священником не стал. Преподавал русский и латинский языки в Вятском духовном училище. Был секретарём губернской управы, земским начальником Малмыжского уезда, мировым судьёй. После революции работал консультантом по юридическим проблемам на различных предприятиях.
Мать — урождённая Тронова Мария Ивановна, была выпускницей Вятского епархиального училища с квалификацией «домашняя учительница».
В 1925 году Михаил Решетников окончил Вятский педагогический институт, преподавал в школе, затем в промышленно-экономическом техникуме. С октября 1933 года по январь 1936 года жил в Ленинграде. Работал экскурсоводом, библиотекарем, преподавателем русского языка и литературы в военно-политической школе. Затем вернулся в Вятку и вновь приступил к преподавательской деятельности. 
Творчество Михаила Михайловича можно разделить на три этапа: до ареста; на поселении; после реабилитации и возвращения домой.
Входил в бюро Вятского отделения Всесоюзной организации рабочих и крестьянских писателей «Перевал» и областное литературное объединение «Зелёная улица», которое было создано в 1926 году, в состав входили А. Мильчаков, М. Решетников, С. Шихов, Н. Васенёв, И. Франчески, К. Дрягин, К. Алтайский-Королёв. Был выпущен сборник «Цветы панелей», посвящённый беспризорным детям. 4 января 1926 года литобъединение «Зелёная улица» провело вечер памяти Сергея Есенина в городском театре, в итоге оно было распущено горкомом ВКП(б), "за взгляды, ориентирующие молодежь на поэзию Есенина и Клюева" и "за написание упаднических "богемских" стихов".
Публиковался в коллективных сборниках и газете «Вятская правда»: стихи и рассказы, переводы из удмуртского фольклора и статьи. В 1937 году в сборнике кировских и удмуртских писателей «Стихи и рассказы» были напечатаны его поэтические переводы. Одним из наиболее значительных произведений Михаила Решетникова была повесть «Угор», опубликованная в коллективном сборнике «Утро колхозов» (1930).
В 1938 году кировские писатели М. Решетников, А. Алдан-Семёнов, Л. Дьяконов, Л. Лубнин, Н. Васенев, В. Колобов, И. Франчески были репрессированы по ложному обвинению. Позднее репрессиям подвергались С. Шихов, А. Кодачигов, С. Красноперов, Л. Пушкарев.
6 апреля 1938 года Решетников был арестован на основании выбитых показаний у председателя Вятского отделения Союза советских писателей Андрея Алдана-Семёнова.
Из протокола допроса Семенова-Алдана 5 апреля 1938 года:
«…Я вам расскажу обо всем. Я — враг Советской власти. Мною в августе 1936 года была создана террористическая организация (Решетников, Дьяконов, Лубнин). Были связи с Н. Заболоцким, О. Берггольц, Л. Пастернаком».
М. М. Решетников проходил по делу «Литературной группы», сфальсифицированное работниками Комитета государственной безопасности СССР по Кировской области. Осуждён в 1939-м — 10 лет заключения и 5 лет поражения в правах. В 1940 году мера наказания была снижена на 6 лет лишения свободы с поражением в правах на 3 года, реабилитирован в 1957 году. На поселении в Сольвычегодске Архангельской области возобновил творческую работу. Написал воспоминания о Маяковском «Маяковский в нашем городе»; литературно обработал воспоминания бойца азинской дивизии Н. Г. Ганичева, мемуары революционера и партийного деятеля М. К. Любовикова. Сотрудничал с газетой «Социалистический Север», писал стихи, сказки и рассказы. 
Почти после двух десятков лет скитаний по тюрьмам, лагерям и поселениям Михаилу Михайловичу Решетникову разрешили жить на родине, в Кирове. Некоторое время жил в Слободском.
Работал преподавателем литературы и русского языка в средней школе № 7 города Кирова.
Умер в Кирове 17 августа 1990 года.

## Книги
- М. М. Решетников По уржумским просторам (Киров, 1964)
- Н. Ганичев, М. Решетников. Азинцы: Повесть для юношества. — Худож. Б. Разин. — Киров: Кировское отд. Волго-Вятского книжн. изд., 1971. — 255 с. — 30 000 экз.
- М. М. Решетников Спутники и встречные: Воспоминания и очерки. — Киров: Волго-Вятское книжное издательство, 1987. — 144 с.